# Carbasea ovoidea
Carbasea ovoidea är en mossdjursart som beskrevs av Busk 1852. Carbasea ovoidea ingår i släktet Carbasea och familjen Flustridae. Inga underarter finns listade i Catalogue of Life.